# Barrage du Kaleköy inférieur
Le barrage du Kaleköy inférieur, est un barrage sur la rivière Murat, dans l'est de la Turquie. Principalement destiné à la production électrique, il est associé à une centrale hydroélectrique de 500 MW. Construit entre 2013 et 2021, il appartient à Kalehan Energy Generation. 

## Localisation
Le barrage se situe dans le district de Genç (à 15 km au nord-est de la ville de Genç), dans la province de Bingöl (à 25 km au sud-est de la ville de Bingöl),. Il est implanté à 2 km en aval du confluent des rivières Yiğitler et Murat.

## Caractéristiques

### Barrage
Le barrage du Kaleköy inférieur est un barrage composite, comprenant un segment de type barrage en enrochement à noyau bitumineux en rive gauche, et un segment de type barrage-poids en béton compacté au rouleau (BCR) en rive droite. Il s'agit du premier barrage composite de ce type en Turquie.  
Il est long de 945 mètres à son sommet et haut de 95 mètres (107 m en comptant les fondations). L'épaisseur en crête est de 10 m. Son volume atteint environ 5,3 millions de m3, dont 1,9 million de m3 de BCR et 3,4 millions de m3 d'enrochement. Sa crête atteint l'altitude maximale de 1 107 m. 
La partie en béton sera surmontée d'un déversoir à quatre ouvertures, capable d'évacuer un débit de crue de 9 247 m3/s.

### Lac de retenue
Le barrage du Kaleköy inférieur donnera naissance à un lac de retenue d'un volume de 556 millions de m3. Le niveau d'eau permettant l'exploitation hydroélectrique est compris entre 1 085 m et 1 100 m.

### Centrale hydroélectrique
Le barrage est associé à une centrale hydroélectrique située en rive droite. Elle est dotée de quatre turbines Francis à axe vertical, trois de 155,5 MW et une de 33,5 MW, pour une puissance installée totale de 500 MW. Elle peut turbiner un débit maximum de 629 m3/s, sur une hauteur de chute de 88 mètres. Cette valeur en fait le cinquième barrage développé par une entreprise privée le plus puissant de Turquie. Sa production électrique annuelle estimée à 1 193 GWh/an. 

## Chronologie
Les travaux ont débuté en mars 2013. Le barrage a été officiellement inauguré par le président Recep Tayyip Erdoğan au cours d'une cérémonie officielle le 5 juillet 2020, en même temps que 51 autres barrages récemment construits en Turquie. La mise en service complète du projet devrait intervenir en avril 2021.